# 泽韦林·弗罗因德
泽韦林·弗罗因德（德語：Severin Freund，1988年5月11日—），德国男子跳台滑雪运动员。他曾代表德国参加2014年冬季奥林匹克运动会跳台滑雪比赛，获得男子团体高跳台金牌。